# Департаменты Буркина-Фасо

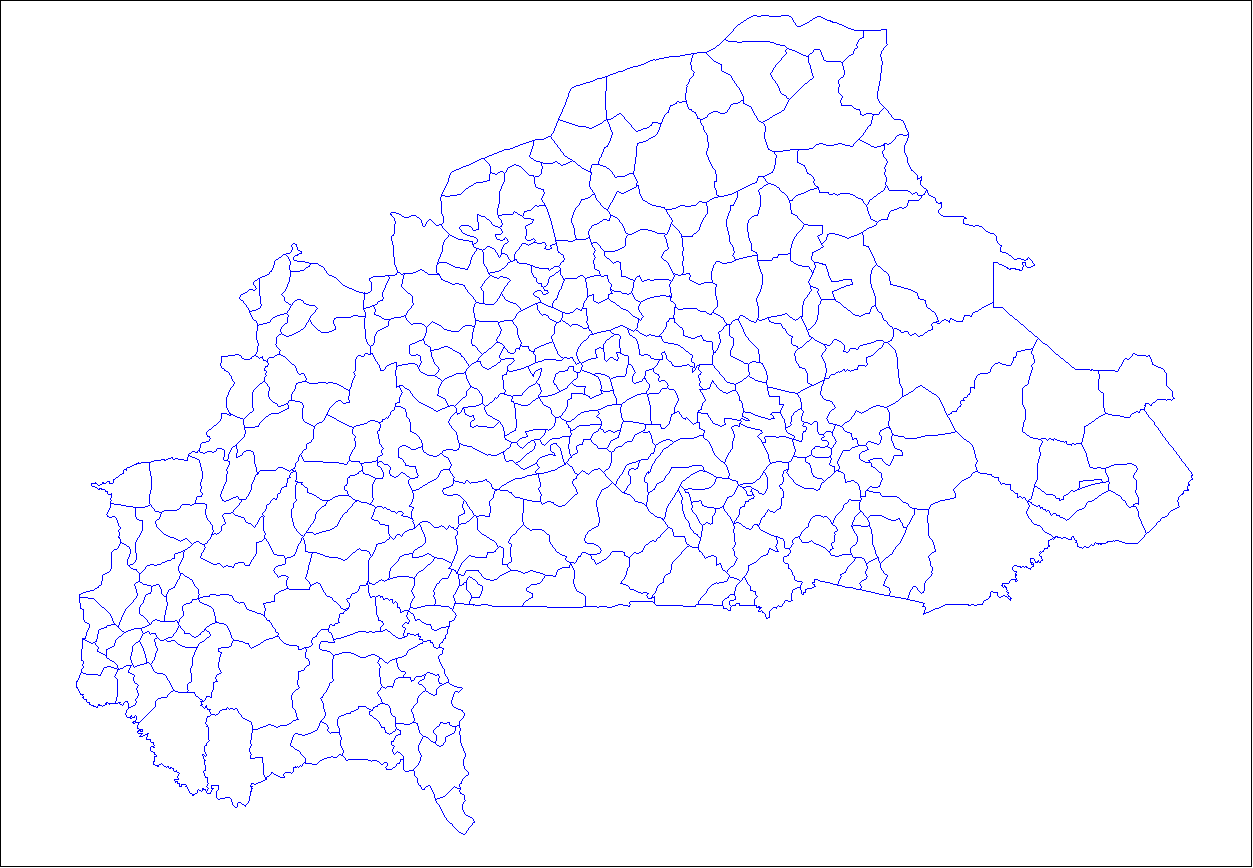
Департаменты Буркина-Фасо

Департаменты (коммуны) — единица административно-территориального деления Буркина-Фасо третьего уровня. 45 провинций Буркина-Фасо разделены на 351 департамент (коммуну).

## Бале
- Багаси
- Бана
- Боромо
- Фара
- Ури
- Па
- Помпои
- Пура
- Сиби
- Яхо

## Бам
- Бурзанга
- Гибаре
- Кунгусси
- Насере
- Ролло
- Руко
- Сабче
- Тикаре
- Зимтенга

## Банва
- Балаве
- Кука
- Сами
- Санаба
- Солензо
- Тансила

## Базега
- Дулугу
- Гаонго
- Ипельче
- Каяо
- Комбисири
- Сапоне
- Тоэче

## Бугуриба
- Бондиги
- Диебугу
- Доло
- Иолониоро
- Тианкура

## Булгу
- Багре
- Бане
- Бегедо
- Битту
- Бусума
- Гаранго
- Комтоэга
- Ниаого
- Тенкодого
- Забре
- Зоага
- Зонсе

## Булькиемде
- Бинго
- Имасго
- Кинди
- Коколого
- Кудугу
- Наноро
- Пелла
- Поа
- Рамонго
- Сабу
- Сигле
- Соргу
- Тхиу

## Комоэ
- Банфора
- Берегадугу
- Мангодара
- Мусодугу
- Нианголоко
- Уо
- Сидерадугу
- Субаканиедугу
- Тиефора

## Ганзургу
- Будри
- Кого
- Мегет
- Могтедо
- Зам
- Зорго
- Зунгу

## Нана
- Биланга
- Боганде
- Коалла
- Липтугу
- Манни
- Пиела
- Тхион

## Гурма
- Диабо
- Диапангу
- Фада-Нгурма
- Матиачоали
- Тибга
- Ямба

## Уэ
- Бобо-Диуласо
- Бама
- Данде
- Фарамана
- Фо
- Каранкасо-Самбла
- Каранкасо-Виге
- Кундугу
- Лена
- Падема
- Пени
- Сатири
- Тусиана

## Иоба
- Дано
- Дисин
- Копер
- Ниего
- Оронкуа
- Уэсса
- Замбо

## Кадиого
- Кадиого
- Комслига
- Конки-Ипала
- Кубри
- Пабре
- Сааба
- Тангин-Дасури

## Кенедугу
- Джигуэра
- Колоко
- Куриньон
- Курума
- Моролаба
- Ндорола
- Ородара
- Самогохири
- Саморогуан
- Синду

## Комонджари
- Бартиебугу
- Футури
- Гаери

## Компьенга
- Компиенга
- Маджоари
- Пама

## Коси
- Барани
- Бомборокуи
- Джибассо
- Докуи
- Думбала
- Комбори
- Мадуба
- Нуна

## Кульпелого
- Комин-Янга
- Дуртенга
- Лалгае
- Уаргае
- Санга
- Судуги
- Яргатенга
- Йонде

## Куритенга
- Андемтенга
- Баскуре
- Диалгае
- Гунджин
- Кандо
- Купела
- Пуитенга
- Тенсобтенга
- Ярго

## Курвеого
- Бусе
- Лае
- Ниу
- Сургубила
- Тоэгин

## Лераба
- Дакоро
- Дуна
- Канкалаба
- Лумана
- Нианкородугу
- Уэлени
- Синду
- Уолонкото

## Лорум
- Бан
- Уиндигуи
- Солле
- Титао

## Мухун
- Бондокуи
- Дедугу
- Кона
- Уаркое
- Сафане
- Чериба

## Наури
- Гиаро
- По
- Тиебеле
- Зеччо
- Зиу

## Наментенга
- Булса
- Бурум
- Д’Арго
- Тугури
- Ялго
- Зегедегин

## Наяла
- Гасан
- Госина
- Куньи
- Тома
- Яба
- Йе

## Нумбиель
- Батие
- Кпуэре
- Легмоин
- Мидебдо

## Убритенга
- Абсуя
- Дапелго
- Лумбила
- Зиниаре
- Зигенга

## Удалан
- Деу
- Гором-гором
- Маркое
- Урси
- Тин-Акоф

## Пасоре
- Арболле
- Багаре
- Бокин
- Гомпонсом
- Кирси
- Ла-Тодин
- Пилимпику
- Самба
- Яко

## Пони
- Бурум-Бурум
- Джигуэ
- Гауа
- Гбомблора
- Кампти
- Лоропени
- Мальба
- Нако
- Перигбан

## Сангие
- Даса
- Дидир
- Годир
- Кхион
- Кордие
- Пуни
- Рео
- Тенадо
- Завара

## Санматенга
- Барсалого
- Бусума
- Дабло
- Кая
- Корсиморо
- Мане
- Намисигима
- Пенса
- Пибаоре
- Писила
- Зига

## Сено
- Бани
- Дори
- Фалагунту
- Горгаджи
- Сампелга
- Сейтенга

## Сисили
- Биеха
- Бура
- Лео
- Небиелианаю
- Ниабури
- Силли
- То

## Сум
- Арбинда
- Барабуле
- Дигел
- Джибо
- Кутугу
- Насамфу
- Побе-Менгао
- Тонгомаел

## Суру
- Ди
- Гомборо
- Касум
- Киембара
- Ланфиера
- Ланкуэ
- Тоэни
- Туган

## Тапоа
- Ботту
- Диапага
- Канчари
- Логобу
- Намуну
- Партиага
- Тамбага
- Тансара

## Тюи
- Бекуи
- Береба
- Буни
- Фунзан
- Хунде
- Коти
- Кумбиа

## Яга
- Себба

## Ятенга
- Каин
- Калсака
- Кумбри
- Намисигуима
- Уахигуя
- Ула
- Рамбо
- Сегенега
- Тангае
- Тхиу
- Зогоре

## Зиро
- Буньюну
- Касу
- Сапуи
- Гао
- Дало
- Баката

## Зондома
- Баси
- Бусу
- Гурси
- Леба
- Туго

## Зундвеого
- Бере
- Бинде
- Гого
- Гомбусуго
- Гиба
- Манга
- Нобере